# Brokigt lundfly
Brokigt lundfly (Lacanobia contigua) är en fjärilsart som beskrevs av Ignaz Schiffermüller 1776. Brokigt lundfly ingår i släktet Lacanobia och familjen nattflyn. Arten är reproducerande i Sverige. Inga underarter finns listade i Catalogue of Life.

## Bildgalleri

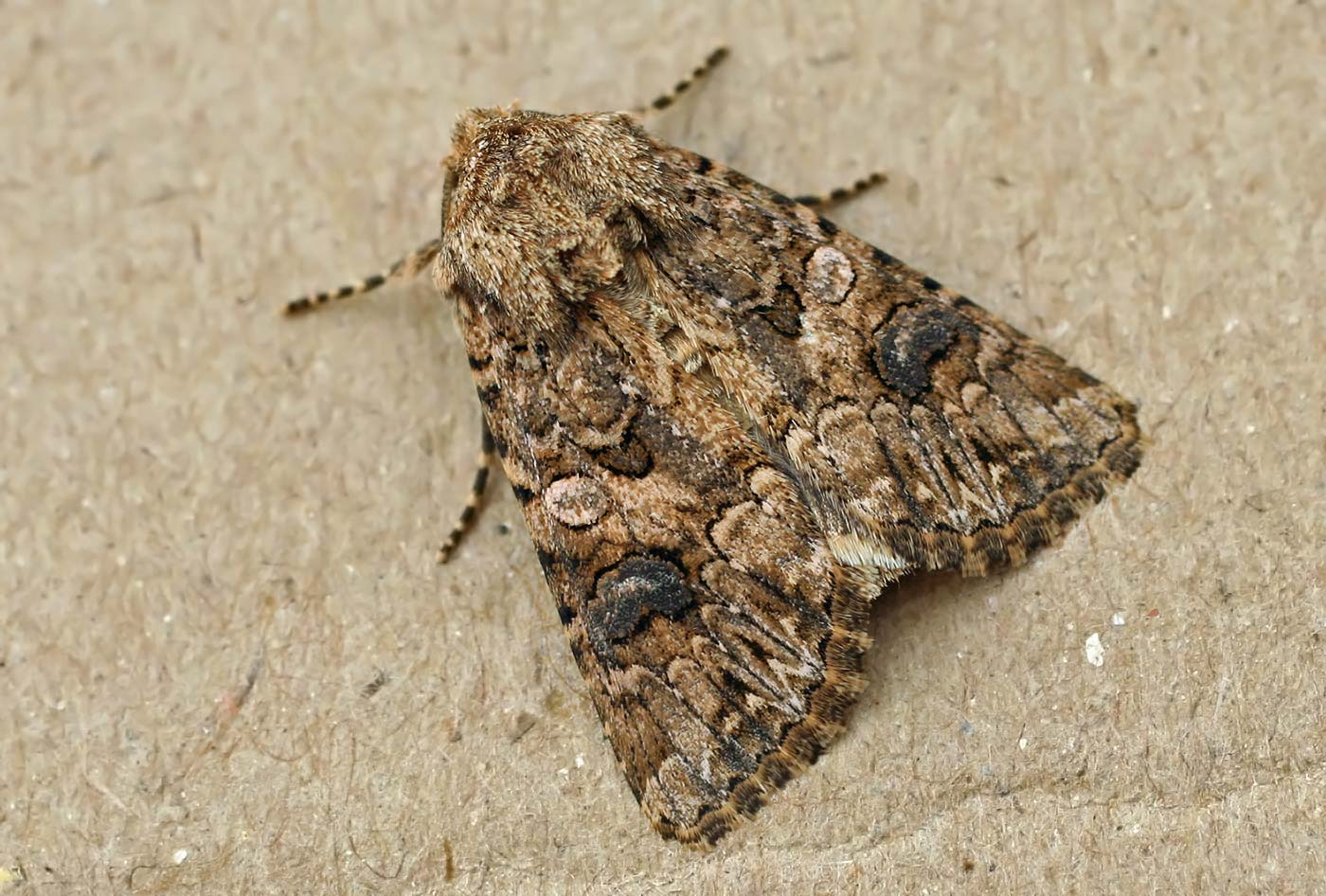